# Номерні знаки Єгипту

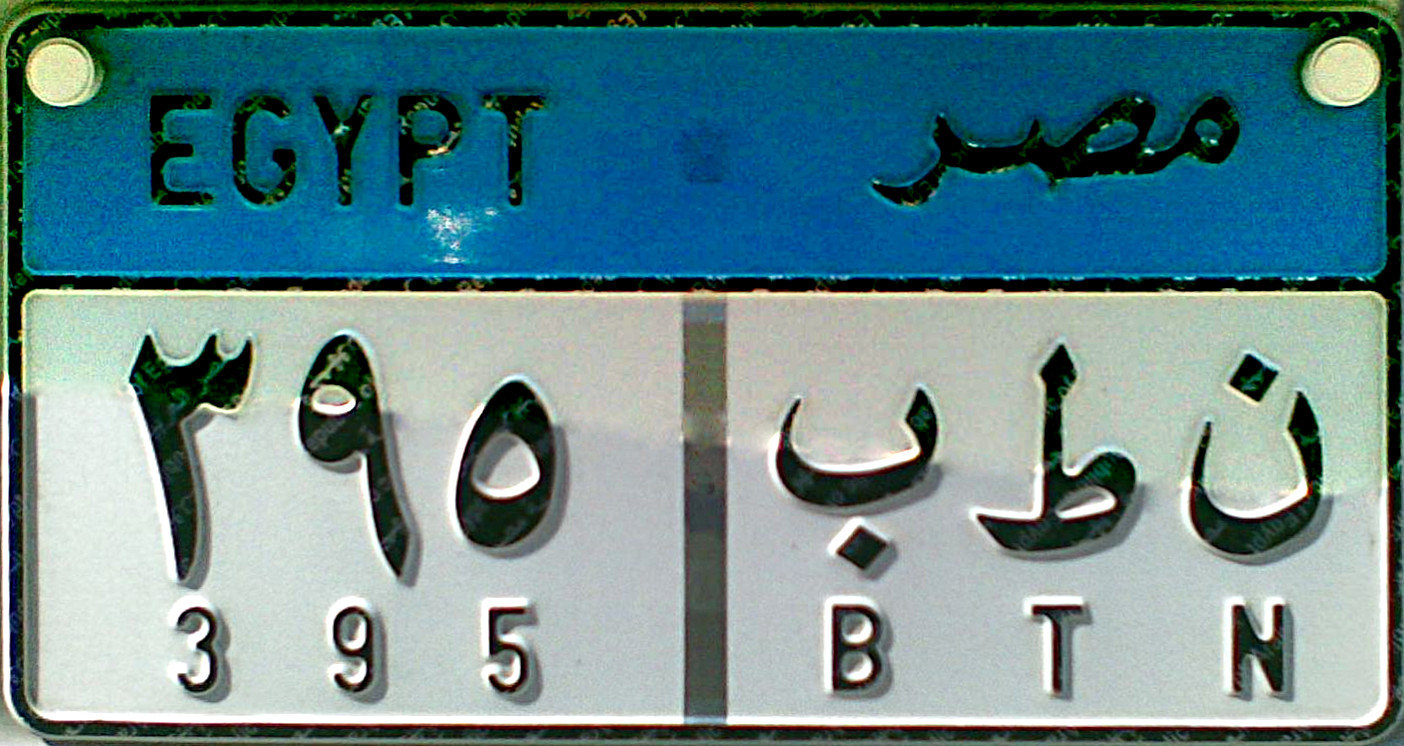
Особистий (синій) номерний знак з Каїру.

Автомобільні номерні знаки Єгипту — номерні знаки, що використовуються для реєстрації транспортних засобів в Єгипті.

## Зовнішній вигляд

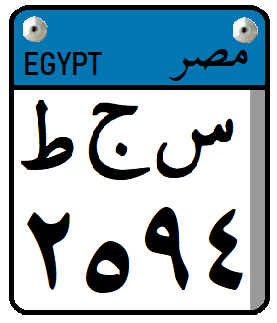
Номерний знак для мотоциклів.

Поточні єгипетські номерні знаки, які використовуються із серпня 2008 року, прямокутні за формою, розміром 17 на 35 сантиметрів та зроблені з алюмінію. Верхня частина номерного знаку зафарбована в певний колір, який познячає тип знаку, і там чорним кольором написано слово "Єгипет" англійською мовою та арабською мовою ("Egypt" та "مِصر‎" відповідно). Для мотоциклів передбачені такі самі, але значно зменшені номерні знаки. Верхня частина таких знаків для мотоциклів може бути лише блакитно-синьою (особисті мотоцикли) або темно-синьою (поліцейські мотоцикли).
Номер, вказаний на номерному знаку, складається з двох частин:
- Числова частина: три цифри для Каїру або чотири цифри для всіх інших губернаторств (включно із Гізою)
- Літерна частина: дві літери для Гізи або три літери для всіх інших губернаторств (включно із Каїром)

Цифри йдуть від 1 до 9 і обираються випадковим чином. Використовуються східно-арабські цифри: "٩", "٨", "٧", "٦", "٥", "٤", "٣", "٢", "١". Останні одна чи дві літери літерної частини є кодом губернаторства (регіону). Застосовуються арабські літери, при чому лише ті з них, які не можна переплутати з жодною із латинських літер. Коди регіонів не застосовуються до військових, поліцейських та дипломатичних номерних знаків.
Деякий час номери написані арабськими літерами та східно-арабськими цифрами дублювались знизу дрібними латинськими літерами та арабськими (європейськими) цифрами для того щоб їх могли прочитати іноземці, але пізніше від цієї практики відмовились.

## Коди регіонів
Далі 0 позначає будь-яку цифру, а . позначає будь-яку літеру.
| Код         | Губернаторство  |
| ----------- | --------------- |
| 0000-.. س   | Александрія     |
| 0000-. ص و  | Асуан           |
| 0000-.. ى   | Асьют           |
| 0000-.. و   | Бені-Суейф      |
| 0000-.. ب   | Бухейра         |
| 0000-.. ع   | Гарбія          |
| 0000-..     | Гіза            |
| 0000-.. د   | Дакахлія        |
| 0000-. ط د  | Дум'ят          |
| 0000-.. ف   | Ель-Фаюм        |
| 0000-. ط ص  | Ісмаїлія        |
| 000-...     | Каїр            |
| 0000-.. أ   | Каїр            |
| 0000-.. ق   | Кальюбія        |
| 0000-.. ل   | Кафр-еш-Шейх    |
| 0000-. ص أ  | Кена            |
| 0000-. ص ق  | Луксор          |
| 0000-. ج هـ | Матрух          |
| 0000-.. م   | Мінуфія         |
| 0000-.. ن   | Мінья           |
| 0000-. ج ب  | Нова Долина     |
| 0000-. ط ج  | Південний Синай |
| 0000-. ط أ  | Північний Синай |
| 0000-. ط ع  | Порт-Саїд       |
| 0000-. ط ب  | Порт-Саїд       |
| 0000-.. هـ  | Согаґ           |
| 0000-. ط س  | Суец            |
| 0000-. ط ر  | Червоне Море    |
| 0000-.. ر   | Шаркія          |

## Літери
Відповідність арабських літер латинським:
| Арабська літера | Латинська літера |
| --------------- | ---------------- |
| أ               | A                |
| ب               | B                |
| ج               | G                |
| د               | D                |
| ر               | R                |
| س               | S                |
| ص               | C                |
| ط               | T                |
| ع               | E                |
| ف               | F                |
| ق               | K                |
| ل               | L                |
| م               | M                |
| ن               | N                |
| هـ              | H                |
| و               | W                |
| ی               | Y                |

## Види знаків

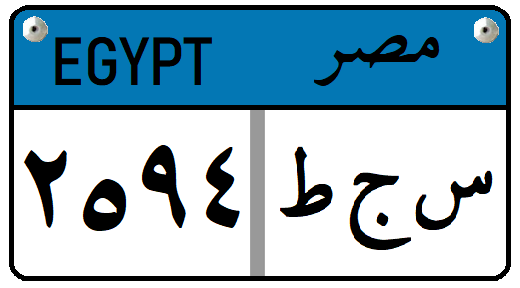
Блакитно-синій: особисті
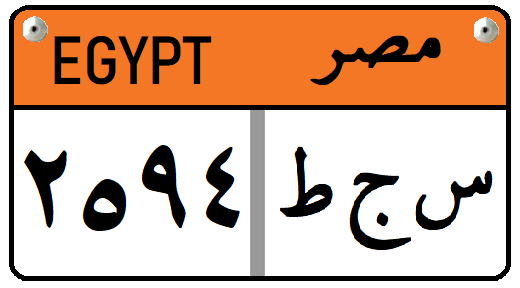
Помаранчевий: таксі
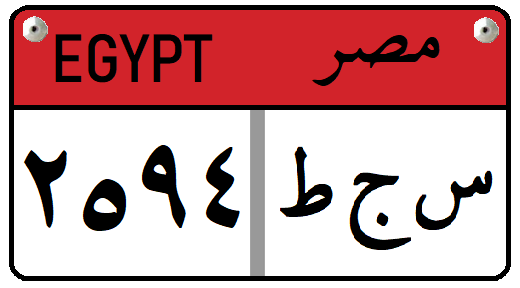
Червоний: вантажівки
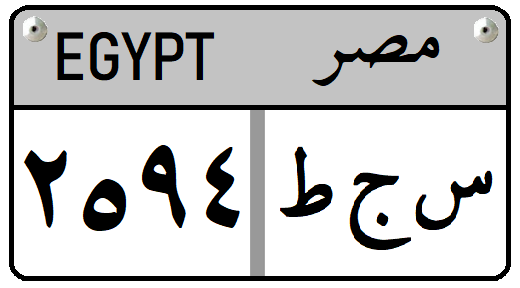
Сірий: автобуси
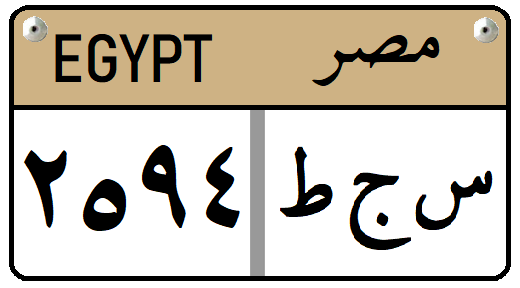
Бежевий: туристичні автобуси та лімузини
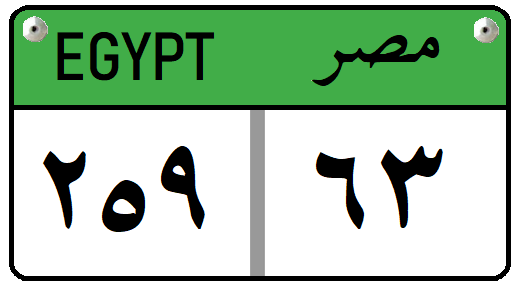
Зелений: дипломатичні (номер складається лише з цифр у вигляді "000-00")
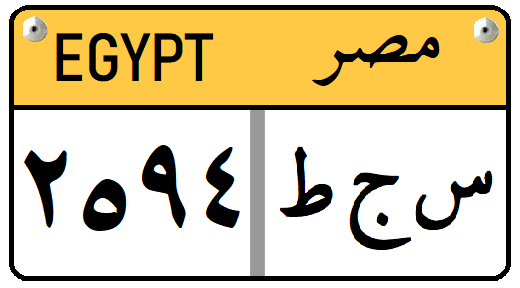
Жовтий: нерозмитнені транспортні засоби
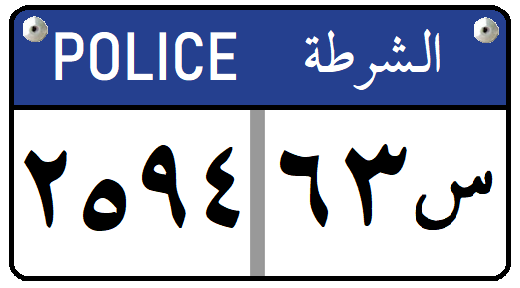
Темно-синій: поліція (замість слова "Єгипет" написано слово "поліція", білим кольором замість чорного)

Іноземні транспортні засоби, які в'їзджають на територію Єгипту, повинні бути з жовтим ("нерозмитнений") номерним знаком, їх власник має заплатити збір, а також придбати єгипетський страховий поліс. В більшості випадків, такі номери дійсні протягом двох тижнів.

## Старі номерні знаки

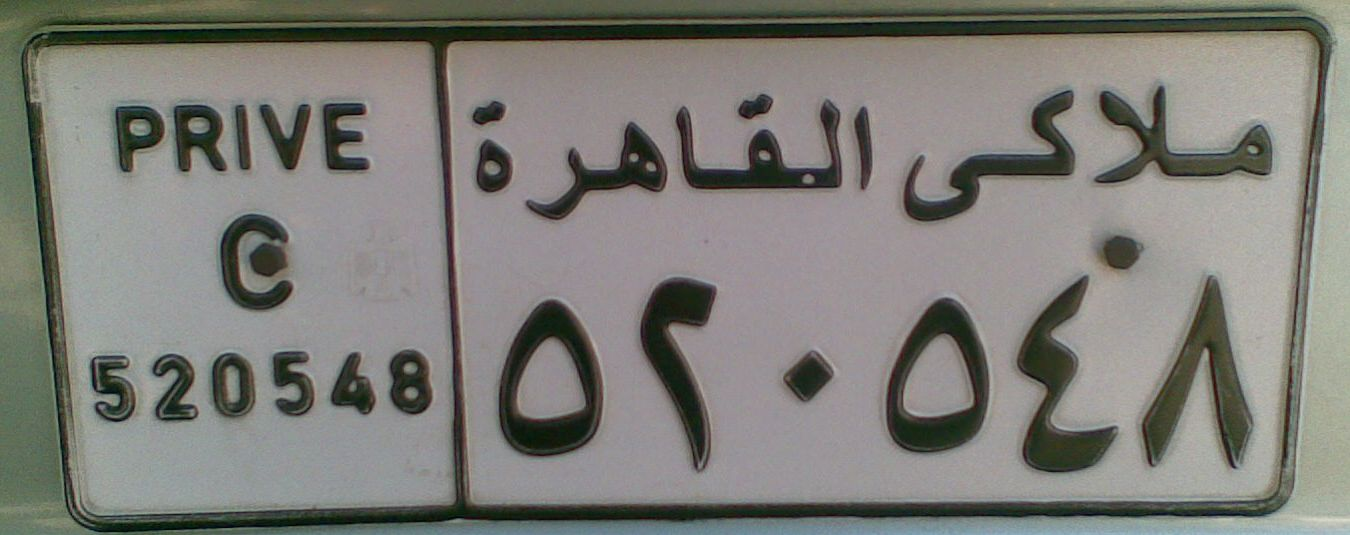
Номерний знак початку 2000-их.

До запровадження діючої нині літерно-числової схеми в серпні 2008 року, єгипетські автомобільні номери складалися лише з цифр. Номерні знаки для особистих транспортних засобів, зазвичай, були білими із чорними написами. Номерні знаки інших типів, як і зараз, мали колірні позначення, однак знак повністю зафарбовувався у відповідний колір. Колірні коди були подібними до нинішніх: помаранчевий для таксі, червоний для вантажівок, синій для автівок, які належали державі, сірий для автобусів, жовтий для нерозмитнених транспортних засобів.